# Vojenský újezd Březina
Vojenský újezd Březina (in tedesco Birkicht) è un'area militare della Repubblica Ceca facente parte del distretto di Vyškov, in Moravia Meridionale.

## Monumenti e luoghi d'interesse
- Ferdinandsko